# Fiumedinisi
Fiumedinisi település Olaszországban, Szicília régióban, Messina megyében. Lakosainak száma 1275 fő (2023. január 1.). Fiumedinisi Alì Terme, Mandanici, Monforte San Giorgio, Roccalumera, Santa Lucia del Mela, Alì, Itala, Messina, Nizza di Sicilia és San Pier Niceto községekkel határos.

## Népesség
A település lakossága az elmúlt években az alábbi módon változott:
| Lakosok száma | 1391 | 1375 | 1275 |
|               | 2017 | 2018 | 2023 |